# Shehret Feza Hanim
Shehret Feza Hanim, död 1895, var gift med Egyptens khediv Ismail Pascha (regent 1863-1879).
Hon var en slav av tjerkessiskt ursprung som föll offer för slavhandeln på Svarta havet. Khediven frigav henne och gifte sig med henne och hon blev en av hans fyra hustrur, med titeln "Den första prinsessan".